# 十二篮
《十二篮》是上海福音书房出版的一套信息汇编，整套书共有12册，144篇。其中42篇信息曾经单独出版。剩下的102篇为第一次出版，其中10篇是俞成华所讲，12篇是李常受所讲，80篇是倪柝声所讲。内容涉及关于福音、初信造就等许多方面。书名源于马太福音14:20、马可福音6:43（“拾起剩下的零碎，装满了十二篮子”）。